# チェリ (歌手)
チェリ（朝: 최리、英: Choerry、2001年6月4日 - ）は韓国の女性歌手。韓国のガールズグループ「ARTMS」のメンバーで、「今月の少女」及び同グループ内のユニット「今月の少女 ODD EYE CIRCLE」の元メンバー。MODHAUS所属。本名はチェ・イェリム（韓: 최예림、漢: 崔𣫙冧）。

## 来歴

### デビュー前
2001年6月4日、韓国の京畿道富川市に生まれる。
2009年4月26日、MBCの番組「환상의 짝꿍 2 (幻想のパートナー 2)」に出演。

### デビュー後
2017年7月12日に八番目の少女としてビジュアルが公開され、7月28日にシングル『Choerry』でソロデビュー。
2017年9月21日、『今月の少女 ODD EYE CIRCLE』のメンバーとしてミニ・アルバム『Mix & Match』でユニットデビューし、2018年8月20日に、『今月の少女』のメンバーとして完全体デビュー。
2022年3月1日、他のメンバーらと共に新型コロナウイルスに感染。それに伴い、今月の少女として出演する予定であったQUEENDOM 2の一次競演の収録に参加せず、棄権することとなった。
2023年1月14日、昨年に提訴した所属事務所間との専属契約効力停止仮処分申請を求む裁判で勝訴。Blockberry Creativeとの契約を終了した。
3月17日、本名の「チェ・イェリム」名義でMODHAUSと専属契約を締結。

## 人物
身長は163cm、血液型はO型。家族構成は父親と母親と妹2人。象徴物は紫、白、コウモリ、チェリー、コスモス。
ハスル、ヨジンとはオーディション同期で、練習生期間は約10ヶ月。
ロールモデルはソンミ、少女時代のテヨン。

## 作品

### 単独作品
| リリース年    | アルバム名 | 収録曲                          |
| ------------- | ---------- | ------------------------------- |
| 2017年7月28日 | Choerry    | 1. Love Cherry Motion 2. Puzzle |

### 参加作品
| リリース年 | 収録アルバム                             | 参加楽曲         | 備考                                     |
| ---------- | ---------------------------------------- | ---------------- | ---------------------------------------- |
| 2017年     | Mix & Match                              | 全曲             | - 所属ユニットODD EYE CIRCLE名義での参加 |
| 2017年     | Max & Match                              | 全曲             | - 所属ユニットODD EYE CIRCLE名義での参加 |
| 2017年     | The Carol 2.0                            | 全曲             |                                          |
| 2020年     | YOU                                      | YOU              |                                          |
| 2021年     | Yum-Yum                                  | Yum-Yum          |                                          |
| 2021年     | Yummy-Yummy                              | Yummy-Yummy      |                                          |
| 2022年     | Queendom 2 ポジションユニット対決 Pt.1-2 | 탐이 나 (欲しい) |                                          |

## ソロシングル
Choerry (チェリ)は、今月の少女プロジェクトでジンソルの次に発表された八番目の少女であるチェリのソロシングル。2017年7月28日にBlockBerry Creativeからリリースされ、Danalエンターテインメントから発売された。
アルバムの形態は、ソロバージョンとジンソルとのツーショットバージョンの二種類で展開されている。

### 収録曲
1. Love Cherry Motion
作詞：ファン・ヒョン(MonoTree), シンアニェス
作曲：Ollipop, Hayley Aitken, Kanata Okajima
編曲：Ollipop, Hayley Aitken
2. Puzzle
作詞：パク・ジヨン, G-High
作曲：Daniel Obi Klein, Charlotte Taft, Andreas Oberg
編曲：Daniel Obi Klein, Charlotte Taft

### 楽曲解説
Love Cherry Motion
タイトル曲。涼しげな夏に疾走するファンキーポップなダンス曲。爽やかさが溢れだすコーラスラインと、エスニックなブレイクビートの正反対の魅力が込められた精巧な一曲。Digipediによって制作されたミュージック・ビデオは済州島で撮影され、ハスルとヨジンがゲスト出演している。ダンスブレイクの部分には後にグループ内ユニット「今月の少女 ODD EYE CIRCLE」のメンバーとなるキムリップとジンソルがゲスト出演している。
Puzzle
ジンソルとのユニット曲。キムリップのEclipseをプロデュースしたDaniel Obi Kleinが作曲を担当した。ジンソルのボーカルの実力とチェリのハーモニーが特徴である。